# Poly Bridge 3
《Poly Bridge 3》是一款模拟益智游戏，也是《Poly Bridge》的第二部续集。该游戏于2023年5月30日面向Linux、macOS和Microsoft Windows发布。《Poly Bridge 3》有100多个关卡。玩家必須搭建好橋樑才能通關。該款遊戲引入了名為地基的全新的建築材料。